# 学校法人野田学園
学校法人野田学園（がっこうほうじんのだがくえん）は、日本の学校法人。1877年に村尾マツが大殿大路に設立した私立裁縫所が起源。

## 設置している学校
- 野田学園中学・高等学校（山口市） - 男女共学、中高一貫校。
- 野田学園高等学校（山口市） - 男女共学。
- 野田学園幼稚園（山口市） - 幼稚園型認定こども園。